# Norra Allégatan
Norra Allégatan är en gata i stadsdelen Pustervik i Göteborg. Den är cirka 540 meter lång och sträcker sig från Järntorget till Sprängkullsgatan/Rosenlundsbron/Nya Allén.
Gatan fick sitt namn år 1861 efter dess läge på norra sidan av Nya Allén.
Enligt stadsplanen finns inga tomter på gatans södra sida - där ligger Nya Allén. Av denna orsak har gatuadresserna på norra eller vänstra sidan numrerats i följd med både udda och jämna nummer. 

## Adresser (urval)
- Norra Allégatan 1 – I hörnet med Järntorgsgatan låg Pusterviksteatern i en byggnad uppförd år 1921, vilken ursprungligen innehöll biografen Rialto.
- Norra Allégatan 2–5 inrymde före 1972 Elanders tryckeri, som också ägde de anslutande fastigheterna Pusterviksgatan 3, 5, 7 och 9 i samma kvarter. Då platsen blev för liten för företagets behov, flyttade det 1972 till Kungsbacka.  Fastigheterna såldes året efter och är nu uppdelade till olika verksamheter, däribland:
  - Norra Allégatan 2  – 1 trappa upp,  Aktivitetshus Centrum, kommunal verksamhet för personer med psykisk ohälsa eller psykisk utvecklingsstörning. [3]
  - Norra Allégatan 5  – Jehovas Vittnens Rikets Sal.
- Norra Allégatan 6  – Folkuniversitetet och Adventkyrkan.
- Norra Allégatan 7–8 – Kvarteret 1 Kapponieren består av trevånings före detta bostadshus, uppförda omkring år 1870.[4] I nummer 7 var Filip Holmqvists handelsinstitut beläget från 1906 till nedläggelsen i slutet av 1970-talet. Där finns idag (2019) Filip Holmqvists Revisionsbyrå.[5]